# Храдчани-Кобержице
Храдчани-Кобержице (чеш. Hradčany-Kobeřice) је насељено мјесто са административним статусом сеоске општине (чеш. obec) у округу Простјејов, у Оломоуцком крају, Чешка Република.

## Становништво
Према подацима о броју становника из 2014. године насеље је имало 444 становника.